# Pablo Gállego
Pablo Gállego Lardiés (ur. 1 października 1993 w Huesce) – nikaraguański piłkarz pochodzenia hiszpańskiego występujący na pozycji skrzydłowego, reprezentant Nikaragui, od 2024 roku zawodnik Realu Estelí.
W 2021 roku otrzymał nikaraguańskie obywatelstwo.